# PlayOK

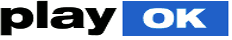
Logotipo

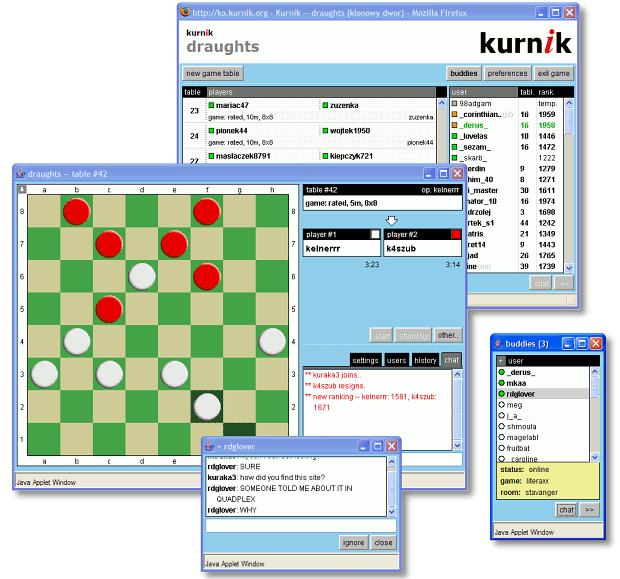

PlayOK (ou Kurnik, seu nome antigo) é um site de jogos online com diversos jogos de cartas e de tabuleiro para jogar contra oponentes humanos em tempo real. Além de sua interface simples, rápida e super-clara (sem anúncios piscantes, popups etc.), tem muitos outras características, incluindo:
- nada para baixar -- joga em qualquer navegador compatível com Java (atualmente, também estão disponíveis versões dos jogos sem a utilização do Java).
- estatísticas sobre jogadores (excelente para eliminar trapaceiros)
- arquivo completo dos jogos dos últimos seis meses; jogos podem ser revistos ou baixados em formatos populares (PGN, PBN, SGF etc.)
- torneios online totalmente automatizados, inclusive os privados (organizado pelos usuários)
- modo para visitantes jogarem com amigos do skype, icq, etc.
- relacionamento por meio de lista pública de contatos para contatar amigos com facilidade

Alguns recursos podem não estar disponíveis em todos os jogos. A plataforma de jogos PlayOK foi ativamente desenvolvida por Marek Futrega desde 2001.